# 韓国鉄道セマウル号形気動車
韓国鉄道セマウル号形気動車（かんこくてつどうセマウルごうがたきどうしゃ）（朝鮮語: 새마을형 디젤 액압 동차）は、かつて韓国鉄道庁→韓国鉄道公社（KORAIL）が所有していた気動車の総称。1987年から1994年にかけて製造が行われ、韓国の優等列車であるセマウル号に使用された。DHC（Diesel Hydraulic Car）、PP動車という愛称でも呼ばれていた。
この項目では、大統領専用列車として製造された慶福号（朝鮮語: 경복호）についても解説する。

## 概要
1969年に登場した観光号をルーツに持つセマウル号には長らく機関車が牽引する客車列車が使用されていた。1980年には201系気動車（DEC）が投入されたものの、ステンレス製客車製造に伴い数年でムグンファ号に転用された。だが、1988年にソウルオリンピックの開催が決定したのを契機に、韓国鉄道庁は輸送力増強のためセマウル号に再度気動車列車を導入する事を決定した。これが"セマウル号形"と総称される車両である。
両端の先頭車は車内の運転台側半分にMTU製のエンジンが1基搭載されている一方中間車は動力がない付随車という動力集中式列車で、制御装置はフォイト製の液体式変速機を用いた。車体はステンレス製で、座席は一部の特室車（1＋2列配置）を除き2＋2列配置の回転リクライニング式クロスシートだった。
製造時期や用途に応じて、以下の3系列の製造が行われた。
- 101系 - 1987年から1988年にかけて製造された最初の形式。6両編成を基本としており、登場時の形式名は211系であった。
- 111系 - 1988年から1994年まで製造が行われた、8両編成を基本とする形式。出力が101系から30％増強された他、全室特室車と食堂車が設定された。登場時の形式名は231系であった。
- 251系 - 1992年から1994年にかけて製造された全室特室編成の形式。ただし1995年の時点で先頭車は一般室として扱われ、同一の出力を有する111系先頭車との混用も行われていた。

### 車種
セマウル号形気動車の編成は、主に以下の車種によって構成されていた。なお付随車は1986年から生産されたステンレス製客車とほぼ同じ構造であった。
- PMC - 車内の運転台側半分にエンジンを搭載した先頭車。日本国有鉄道の気動車の形式称号では「キハ」（101系、111系）もしくは「キロ」（251系）に該当する。101系は111系・251系と比べて前面の運転台窓が小さく流線型の形状もより直線的であった。また101系・251系に関しても製造メーカーによって先頭部の形状が異なっており、大宇重工業製の車両は現代精工と韓進重工業製の車両に比べて丸みを帯びた外見となっていた。
- 一般室車 - 101系・111系の中間に連結された一般室付随車。化粧室や乗降扉の数、重量の違いによりA車（扉2箇所、化粧室なし）・B車（扉1箇所、化粧室3箇所）・C車（扉1箇所、化粧室2箇所）に細分化されていた。「キサハ」に該当。
- 特室車 - 111系・251系の中間に連結されていた特室付随車。F車とも呼ばれていた。「キサロ」に該当。
- 食堂車 - 111系・251系の中間に連結されていた食堂付随車。S車とも呼ばれていた。「キサシ」に該当。
- 特室・食堂合造車 - 101系の中間に連結されていた付随車。車体の半分が特室、もう半分が食堂車で、Tr車とも呼ばれていた。「キサロシ」に該当。

## 運用
| 編成           | 6両編成 | 6両編成 | 6両編成 | 6両編成 | 6両編成 | 6両編成 |
| 号車           | 1       | 2       | 3       | 4       | 5       | 6       |
| 種別 （101系） | PMC     | 特/食   | 般      | 般      | 般      | PMC     |

| 編成                  | 8両編成 | 8両編成 | 8両編成 | 8両編成 | 8両編成 | 8両編成 | 8両編成 | 8両編成 |
| 号車                  | 1       | 2       | 3       | 4       | 5       | 6       | 7       | 8       |
| 種別 （111系）        | PMC     | 特      | 食      | 般      | 般      | 般      | 般      | PMC     |
| 種別 （111系・251系） | PMC     | 特      | 特      | 食      | 特      | 特      | 特      | PMC     |

| 編成                  | 16両編成 | 16両編成 | 16両編成 | 16両編成 | 16両編成 | 16両編成 | 16両編成 | 16両編成 | 16両編成 | 16両編成 | 16両編成 | 16両編成 | 16両編成 | 16両編成 | 16両編成 | 16両編成 |
| 号車                  | 1        | 2        | 3        | 4        | 5        | 6        | 7        | 8        | 9        | 10       | 11       | 12       | 13       | 14       | 15       | 16       |
| 種別 （111系）        | PMC      | 特       | 食       | 般       | 般       | 般       | 般       | PMC      | PMC      | 特       | 食       | 般       | 般       | 般       | 般       | PMC      |
| 種別 （111系・251系） | PMC      | 特       | 特       | 食       | 特       | 特       | 特       | PMC      | PMC      | 特       | 特       | 食       | 特       | 特       | 特       | PMC      |

最初の形式である101系は1987年から営業運転を開始し、翌1988年以降は出力や編成の増強を行った111系の製造へと切り替わった。1992年以降は民間資金を利用して製造を行う民有車両方式を使った大量増備が実施され、事故廃車による減少が起きる前の1995年1月1日の時点で総車両数は438両に達した。1997年の時点で韓国各地に設定されていたセマウル号38往復のうち30往復はセマウル号形気動車を使用したものであり、輸送力増強に加え乗客サービスの向上にも大きく貢献した。6両編成（101系）や8両編成（111系・251系）での運用に加え、同一形式を2本連結した16両編成の列車や途中駅で分割併合を行う多層建て列車も設定された。
しかし、2004年4月1日に韓国高速鉄道（KTX）が営業運転を開始した事で、セマウル号形気動車は韓国の最上級列車としての地位を退いた。また老朽化が進んだ事で2006年以降運行を離脱する車両が現れ始め、2013年1月15日をもって気動車列車としての営業運転を終了した。先頭車（PMC）については耐久年数が切れた事で全て廃車された一方、中間車はジャンパ栓の規格変更などによる客車への改造を経て引き続き使用されたが、それらもITX-セマウル（210000系電車）への置き換えが進み、最後に残った長項線での運用も2018年4月30日の運転をもって引退した。

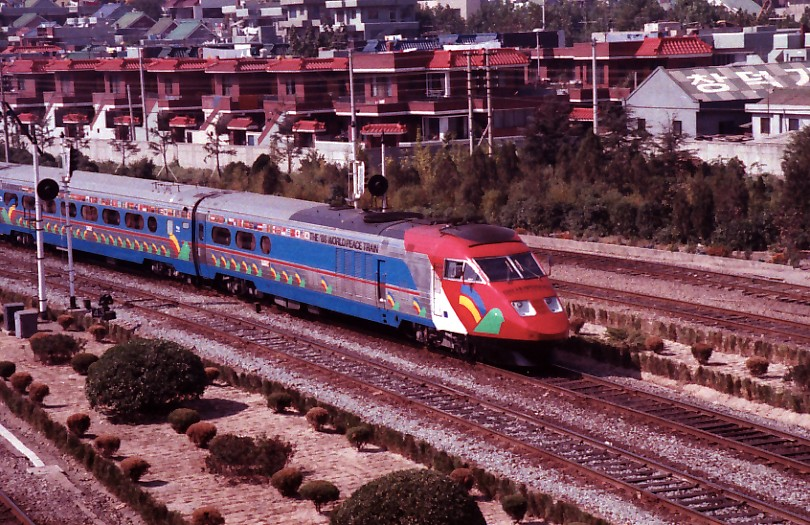
初代塗装
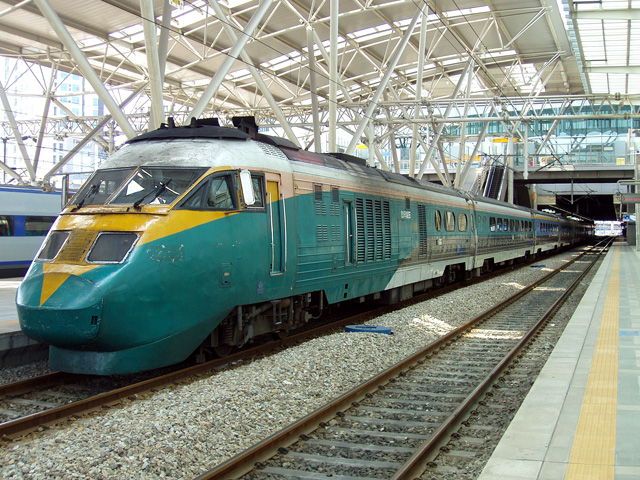
2代目塗装(1両目・2両目)と3代目塗装（3両目）の混結編成
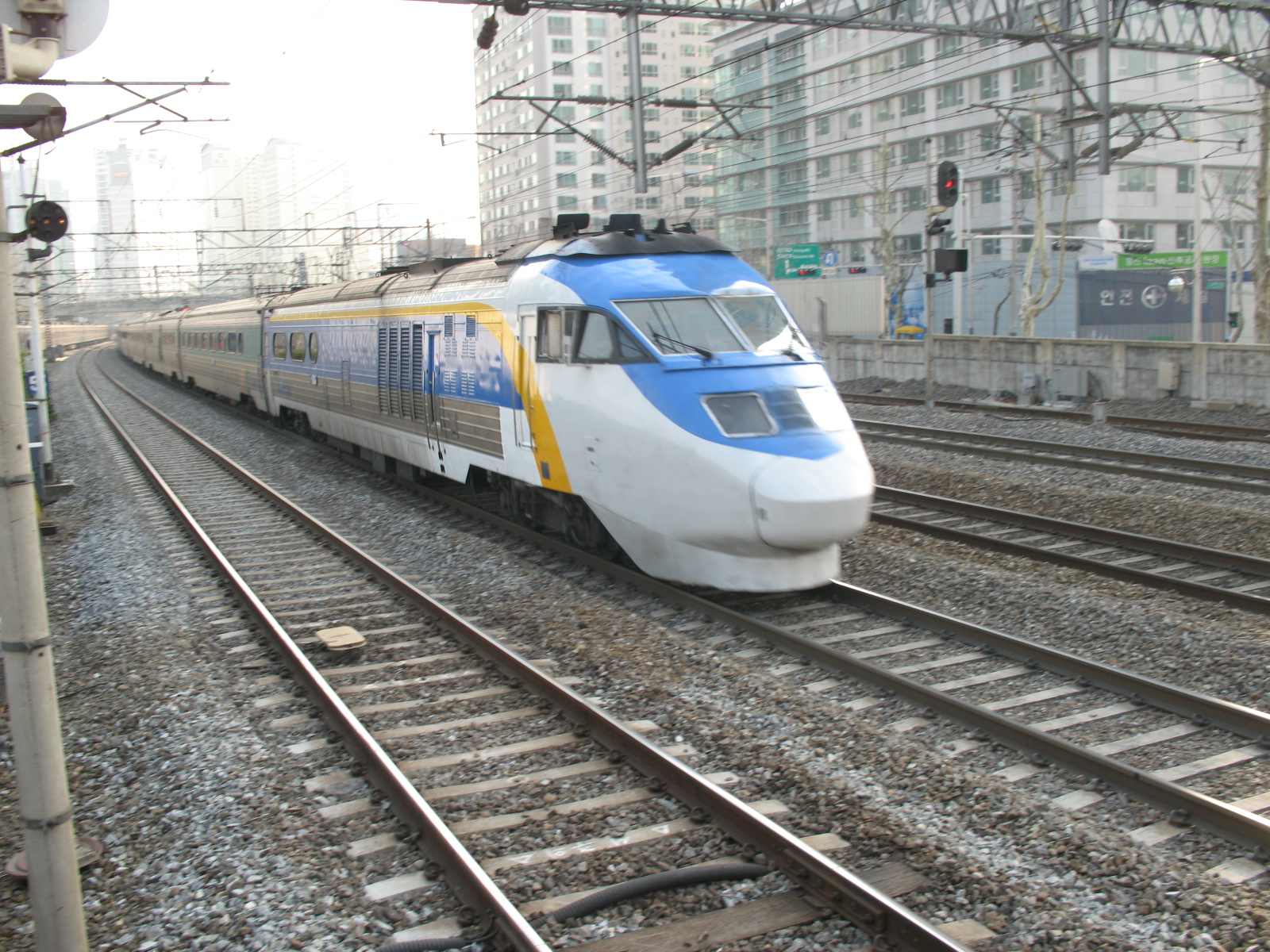
3代目塗装(1両目)と2代目塗装（2両目以降）の混結編成
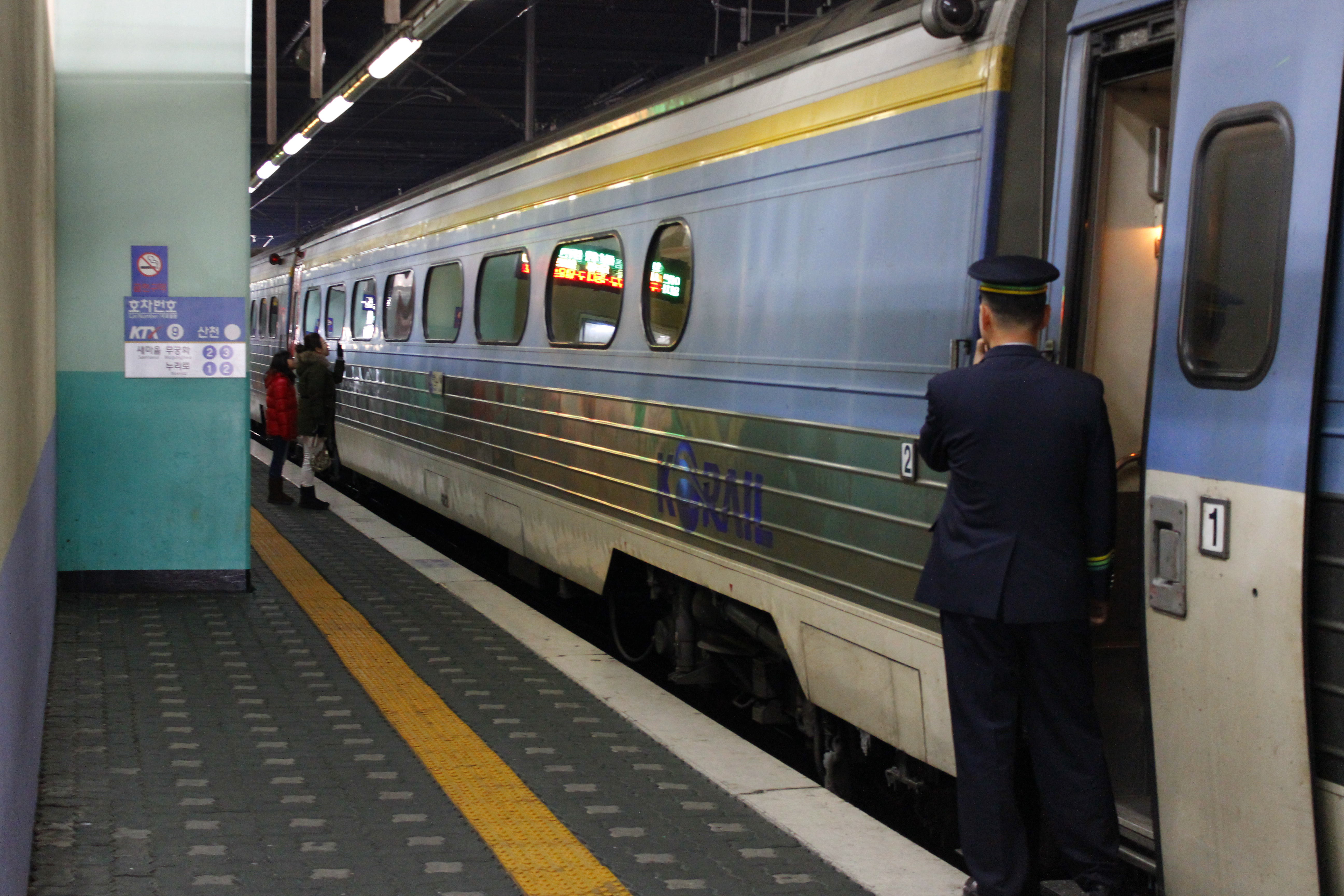
気動車列車としての最終日を迎えた列車（2013年1月15日撮影）

## 慶福号
1979年から2001年まで使用されていた先代の気動車に代わって導入された、大統領専用の特別車両。大統領の移動以外に国賓輸送にも使用される。セマウル形気動車と類似した外観を持ち、4両編成2本が製造されているが、諸元などそれ以外の情報は保安上の理由から非公開となっている。また列車の管理は韓国鉄道公社ではなく大統領府が行っている。

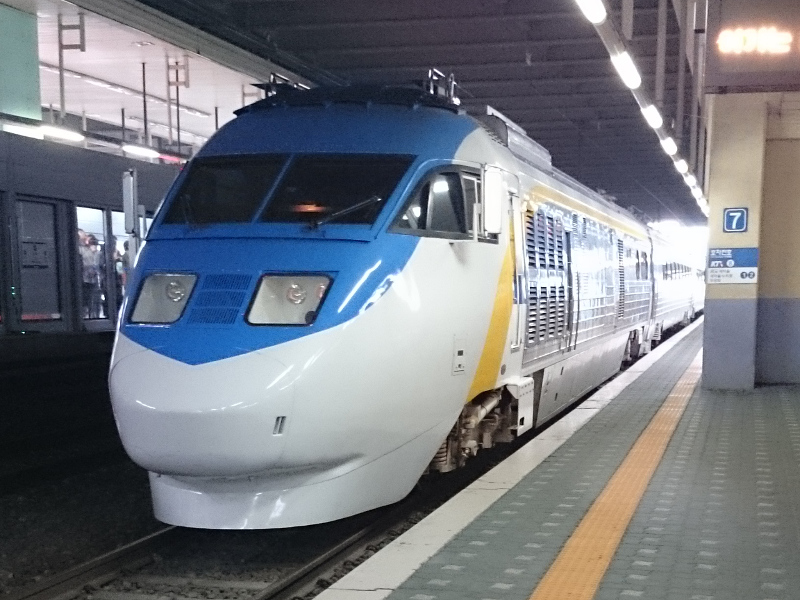
慶福号（旧塗装。2019年以降はITX-セマウルに準拠した色となっている）

## 参考資料
- 中田廣、山田俊英『韓国の鉄道 100周年を迎える隣国の鉄道大百科』JTB、1997年12月。ISBN 4-533-02943-4。